# 1881 dans les chemins de fer
Chronologie des chemins de fer
1880 dans les chemins de fer - 1881 - 1882 dans les chemins de fer

## Évènements
- Inde : ouverture de la ligne Darjeeling Himalayan Railway reliant Siliguri à Darjeeling.

### Mars
- 23 mars. France : création de la Société nouvelle des chemins de fer des Bouches-du-Rhône.

### Mai
- 1er mai. France : inauguration de la ligne Caen - Dozulé-Putot.

- 15 mai.  Espagne :   inauguration de la section La Pola - Puente de los Fierros (es) du chemin de fer de Leon à Gijon (compañía de los Ferrocarriles de Asturias, Galicia y León).

### Juin
- 27 juin. France : mise en service de la ligne Questembert - Ploërmel.

### Juillet
- 3 juillet.  France :   ouverture de la ligne de Neuilly-la-Forêt à Isigny-sur-Mer.

### Septembre
- 5 septembre.  France :   accident ferroviaire de Charenton : le rattrapage d'un train omnibus par un rapide en gare de Charenton-le-Pont fait 26 morts et de nombreux blessés.

- 25 septembre.  Algérie :   ouverture de la section Alma - Ménerville du chemin de fer d'Alger à Constantine et embranchements (compagnie de l'Est algérien).

### Octobre
- 17 octobre.  France :   ouverture de la section Commequiers - Saint-Gilles-Croix-de-Vie de la ligne La Roche-sur-Yon - Saint-Gilles-Croix-de-Vie (réseau de l'État).

### Novembre
- 13 novembre.  France :   ouverture de la ligne de Plouaret à Lannion.

### Décembre
- 27 décembre.  Viêt Nam :   inauguration de la ligne Saïgon - Cholon (Société générale des tramways à vapeur de Cochinchine). Premier chemin de fer du Viêt Nam.